# Шафранов Костянтин Віталійович
Костянтин Віталійович Шафранов (народився 11 вересня 1968 у м. Усть-Каменогорську, СРСР) — казахський хокеїст, правий нападник. 
Виступав за «Торпедо» (Усть-Каменогорськ), «Детройт Фальконс», «Металург» (Магнітогорськ), «Сент-Луїс Блюз», «Вустер АйсКетс», «Гранд Репідс Гріффінс», «Провіденс Бруїнс», «Сибір» (Новосибірськ), ЦСКА (Москва), «Хімік» (Воскресенськ), «Торпедо» (Нижній Новгород), «Крила Рад» (Москва), «Форт-Вейн Кометс».
У складі національної збірної Казахстану учасник зимових Олімпійських ігор 1998 і 2006, учасник чемпіонатів світу 1993 (група C), 1994 (група C), 1998, 2001 (дивізіон I), 2005, 2006 і 2010. 